# Eucumbene River

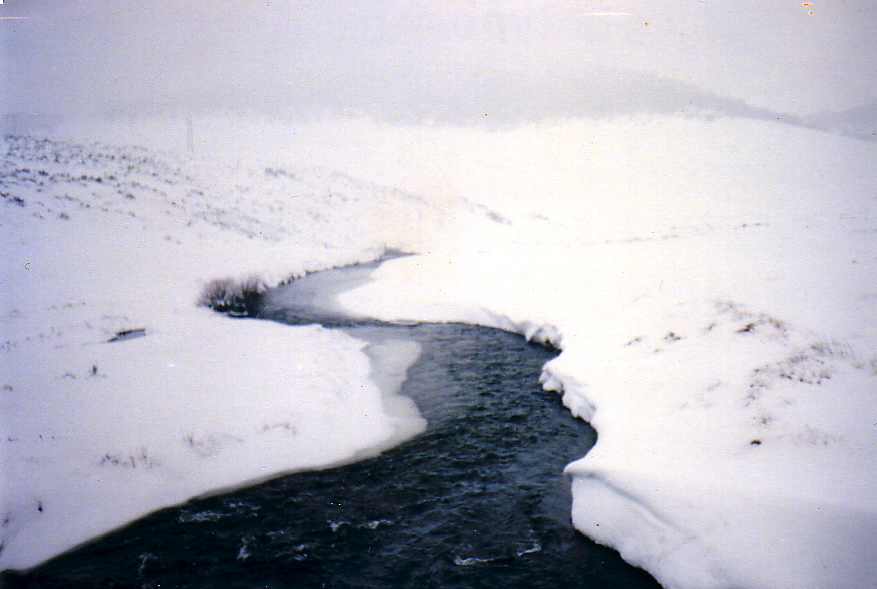
Eucumbene River im Schnee von 1990

Der Eucumbene River ist ein Fluss im australischen Bundesstaat New South Wales.

## Verlauf
Er entspringt im Norden des Kosciuszko-Nationalparks. Die Quelle liegt im Nationalpark und ist so vor dem menschlichen Zugriff recht gut geschützt, nur der Snowy Mountains Highway kreuzt das Einzugsgebiet.
Der Fluss fließt nach Süden in den Lake Eucumbene, den größten Stausee des Snowy-Mountains-Systems. Unterhalb der Staumauer verläuft das Flusstal weiter bis zur früheren Mündung in den Snowy River, die heute im Lake Jindabyne liegt.
Im Frühjahr speist der schmelzende Schnee rund um Kiandra, einer Goldgräberstadt des 19. Jahrhunderts, den Fluss.